# Giuseppe Simoni
Giuseppe Simoni (Pavia, 31 luglio 1944) è un genetista italiano.
Biologo specializzato in citogenetica, genetista medico, è stato titolare per decenni della cattedra di Genetica dell'Università degli Studi di Milano, ha diretto il Laboratorio di genetica medica dell'Ospedale San Paolo.
È conosciuto in tutto il mondo come il "papà" dei villi coriali, essendo stato il primo nel mondo ad utilizzare l'analisi dei villi come strumento di diagnosi prenatale.
Relatore a congressi in tutto il mondo, ha condotto numerosissime ricerche premiate con pubblicazioni in riviste scientifiche, soprattutto nel campo della diagnosi prenatale e nello studio delle caratteristiche dei tessuti placentari, del liquido amniotico e delle cellule staminali amniotiche.
Negli ultimi anni ha diretto studi specifici nell'ambito dell'analisi delle cellule staminali contenute nel liquido amniotico, ottenendo riconoscimenti anche internazionali.
Dopo aver concluso l'attività di docenza universitaria, oggi si dedica a tempo pieno alla ricerca ed è direttore scientifico della Toma Advanced Biomedical Assays, una azienda che si occupa di analisi mediche genetiche e diagnostica pre e post natale.